# El Salvador en los Juegos Olímpicos de Los Ángeles 1984
El Salvador estuvo representado en los Juegos Olímpicos de Los Ángeles 1984 por un total de 10 deportistas, 9 hombres y una mujer, que compitieron en 5 deportes.
La portadora de la bandera en la ceremonia de apertura fue la atleta Kriscia García. El equipo olímpico salvadoreño no obtuvo ninguna medalla en estos Juegos.